# Kalifornische Gopherschildkröte

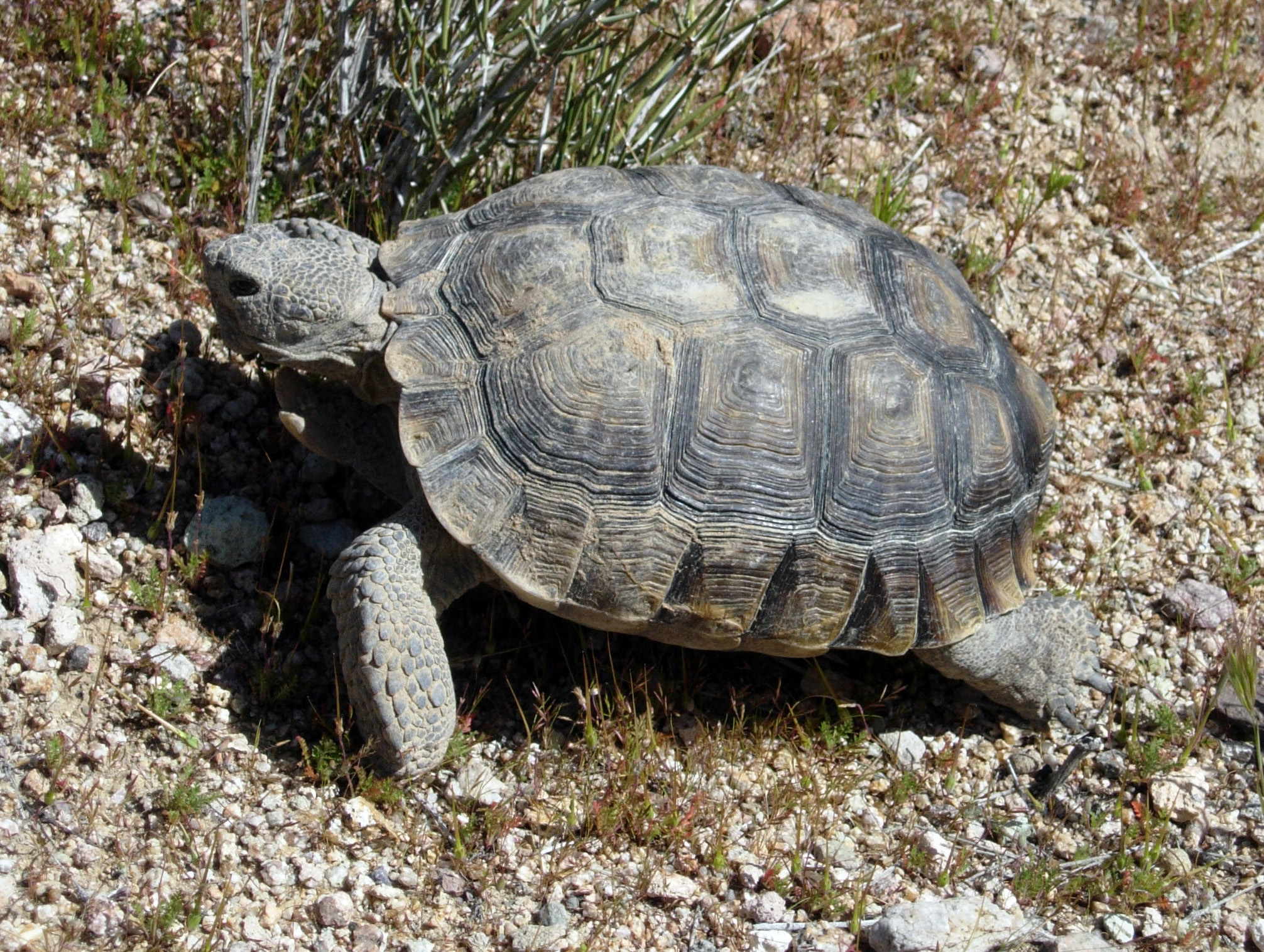
Kalifornische Gopherschildkröte in der Nähe des kalifornischen Ortes Barstow

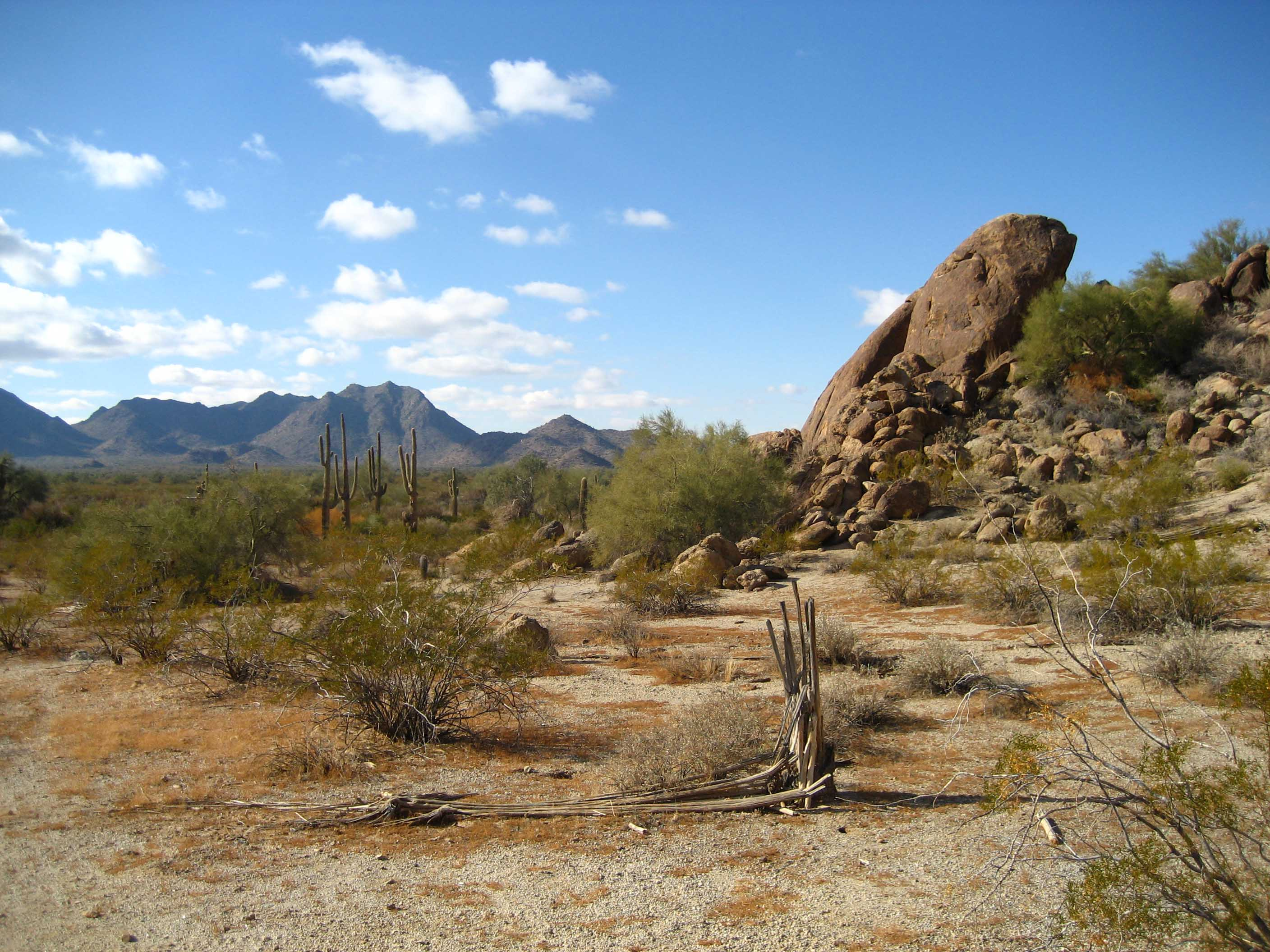
Lebensraum Sonora-Wüste

Die Kalifornische Gopherschildkröte (Gopherus agassizii) ist eine Art der Familie Landschildkröten, die zur Gattung der Gopherschildkröten gehört. Die Art ist in der Mojave-Wüste und der Sonora-Wüste im Südwesten der Vereinigten Staaten von Amerika und im Norden Mexikos beheimatet. Die wissenschaftliche Artbezeichnung agassizii trägt sie zur Erinnerung an den Wissenschaftler Louis Agassiz. In der Terrarienhaltung spielen die streng geschützten Tiere keine Rolle.

## Erscheinungsbild
Die Kalifornische Gopherschildkröte erreicht eine Carapaxlänge von 25 bis 36 Zentimeter. Die Männchen sind dabei tendenziell etwas größer als die Weibchen. Bei Männchen ist außerdem der Bauchpanzer konkav. Der Rückenpanzer ist hoch gewölbt und graugrünlich bis dunkelbraun in Farbe. Ausgewachsene Kalifornische Landschildkröten können bis zu sieben Kilogramm wiegen. Die Vorderläufe sind schuppig und abgeflacht, was ihnen das Graben im Erdboden erleichtert.

## Lebensraum
Wie alle Arten der Gopherschildkröten lebt auch diese Schildkrötenart in Trockenwäldern und Randgebieten von Wüsten. Die Bodentemperaturen können hier bis zu 60 Grad erreichen. Die Gopherschildkröte hat sich diesen Lebensraumbedingungen angepasst, indem sie zum Teil sehr lange und tiefe Wohnhöhlen gräbt und darin bis zu 95 Prozent ihrer Zeit verbringt, um der Hitze zu entgehen. Die tiefen Wohnhöhlen dienen den Schildkröten auch als Schutz vor Temperaturen um den Gefrierpunkt, die in ihrem Lebensraum während des Winterhalbjahres erreicht werden. Von November bis Februar oder März fällt diese Schildkrötenart in Winterstarre. Die Bauten der Kalifornischen Gopherschildkröte werden von anderen Lebewesen nachgenutzt. Dazu zählen andere Reptilien, Säugetiere, Vögel und Wirbellose.
Wissenschaftler unterscheiden mittlerweile mindestens zwei, gegebenenfalls drei Formen von Kalifornischen Gopherschildkröten, die jeweils leicht unterschiedliche Habitate nutzen und trennen dabei die Population der Mojave-Wüste und der Sonora-Wüste sowie als möglicher dritter Typ eine Population, die in den Black Mountains im Nordwesten von Arizona lebt. Die Habitate unterscheiden sich in eher sandige Gebiete beziehungsweise Vorberge. Die Population in der Mojave-Wüste beispielsweise lebt vor allem in Schwemmkegeln und Canyons, wo sie sandige Erdschichten findet, die ihr die Anlage ihrer Wohnhöhlen erleichtern.
Die Kalifornische Gopherschildkröte lebt in Regionen, die vom Meeresspiegel bis 1200 Meter über NN reichen. Man geht davon aus, dass sich diese Schildkröten in einem Umkreis von höchstens vier Kilometern um ihre Geburts-Nistgrube aufhalten. Die Schildkrötenart kann 80 bis 100 Jahre alt werden.

## Nahrung
Die Kalifornische Gopherschildkröte ist überwiegend ein Pflanzenfresser. Gras stellt den größten Teil der Nahrung dar. Daneben frisst sie Kräuter, einjährige Pflanzen, einige Stauden und Triebe von Kakteen sowie Kakteenfrüchte und -blüten. Die Schildkrötenart nimmt auch Steine und Erde auf. Die Gründe dafür sind nicht ganz sicher. Möglicherweise ist die aufgenommene Erde hilfreich, um die Darmflora aufrechtzuerhalten und sie stellt eine Quelle für Kalzium und andere Mineralien dar. Die aufgenommenen Steine helfen möglicherweise bei der Verdauung des Grases.
In der Regenzeit trinken Kalifornische Gopherschildkröten sehr viel. Insgesamt trinken sie aber lebensraumbedingt wenig Wasser. Das meiste Wasser nehmen sie durch das Gras und die Kräuter auf, die sie verzehren. Während der Trockenzeit sondern sie gelegentlich keinen flüssigen, sondern einen pastenförmigen Urin ab. Man geht davon aus, dass ausgewachsene Individuen dieser Art ein Jahr lang ohne Zugang zu frischem Wasser überleben können.

## Fortpflanzung
Die Fortpflanzungszeit der Kalifornischen Gopherschildkröte ist sehr lang. Paarungen kommen von Frühjahr bis in den Herbst vor. Die meisten Paarungen finden jedoch im späten Sommer beziehungsweise im frühen Herbst statt. Das Gelege dieser Schildkrötenart umfasst vier bis acht Eier. Weibchen legen häufig ein zweites Gelege im Jahr. Die Eier sind hartschalig. Die Nistgrube ist trichterförmig. Von der Eiablage bis zum Schlupftermin der Jungtiere vergehen zwischen 90 und 120 Tage. Ihre Geschlechtsreife erreichen sie im Alter von sieben bis 15 Jahren.

## Mortalitätsursachen und Bestand
Zu den Fressfeinden der Kalifornischen Gopherschildkröte zählen Raben, Gila-Krustenechsen, Kitfüchse, Dachse, Rennkuckucke, Kojoten und Feuerameisen. Sie fressen in der Regel Eier und Jungtiere, die bis zu einer Größe von etwa acht Zentimeter noch einen weichen Panzer haben. Nur in seltenen Fällen werden auch ausgewachsene Schildkröten von Prädatoren geschlagen. Von den Prädatoren haben insbesondere Raben eine negative Auswirkung auf die Überlebenschancen der Jungtiere. Sie treten vor allem dort auf, wo menschliches Siedlungsgebiet die Lebensräume der Kalifornischen Gopherschildkröte tangiert. Der Bestand ist entsprechend auch durch solche Landnahmen, Habitatzerstörungen und Fragmentierungen, Rinder als Nahrungskonkurrenten sowie den illegalen Fang bedroht.
Seit den 1980er Jahren ist der Bestand an Kalifornischen Gopherschildkröten in einigen Regionen um mehr als 90 Prozent zurückgegangen. Insbesondere die Populationen in der Mojave-Wüste gelten als stark bedroht. Mittlerweile ist nicht nur der Fang, sondern auch bereits die Berührung wildlebender Schildkröten gesetzlich verboten. Umsiedlungsprogramm wie etwa jenes, das angesichts der Anlage von Militärgelände in der Mojave-Wüste vorgenommen wurde und bei dem mehr als 670 Schildkröten in andere Teile der Mojave-Wüste verbracht worden sind, kann man als gescheitert betrachten. Bei diesem Umsiedlungsprojekt überlebte nur ein geringer Anteil der Schildkröten. Ein großer Teil wurde von Kojoten gefressen, was schließlich zur Einstellung dieses Projektes führte.